# Piotr Starzyński
Piotr Starzyński, né le 22 janvier 2004 à Katowice en Pologne, est un footballeur polonais qui évolue au poste d'ailier gauche au Górnik Łęczna, en prêt du Wisla Cracovie.

## Biographie

### En club
Né à Katowice en Pologne, Piotr Starzyński est formé par le Ruch Chorzów avant de rejoindre le Wisla Cracovie en août 2020, où il poursuit sa formation. Il joue son premier match en professionnel le 31 janvier 2021, lors d'une rencontre de championnat face au Piast Gliwice. Il entre en jeu à la place de Georgy Zhukov lors de cette rencontre perdue par son équipe (3-4 score final). Il inscrit son premier but en professionnel le 16 mai 2021, face au Piast Gliwice, lors de la dernière journée de la saison. Son équipe l'emporte cette fois par trois buts à deux.
Le 22 janvier 2022, jour de ses 18 ans, Piotr Starzyński signe un nouveau contrat avec le Wisla Cracovie. Il est désormais lié avec le club jusqu'en juin 2026,.
Lors de l'été 2023, Piotr Starzyński rejoint le Górnik Łęczna sous la forme d'un prêt d'une saison, sans option d'achat. Le transfert est annoncé le 22 juin 2023.
Starzyński inscrit son premier but pour le Górnik Łęczna le 22 septembre 2023, lors d'une rencontre de championnat face au Podbeskidzie Bielsko-Biała. Titulaire, il inscrit le but égalisateur de son équipe (1-1 score final).

### En sélection
Avec les moins de 19 ans, il inscrit un but contre Malte, le 9 octobre 2021. Il délivre également une passe décisive à cette occasion. Ce match gagné sur le large score de 4-0 rentre dans le cadre des éliminatoires du championnat d'Europe des moins de 19 ans 2022.
Il joue son premier match avec l'équipe de Pologne espoirs contre la Lettonie, le 16 novembre 2021. Il entre en jeu lors de cette rencontre qui se solde par la large victoire des siens (5-0 score final).